# Stefan Rochow

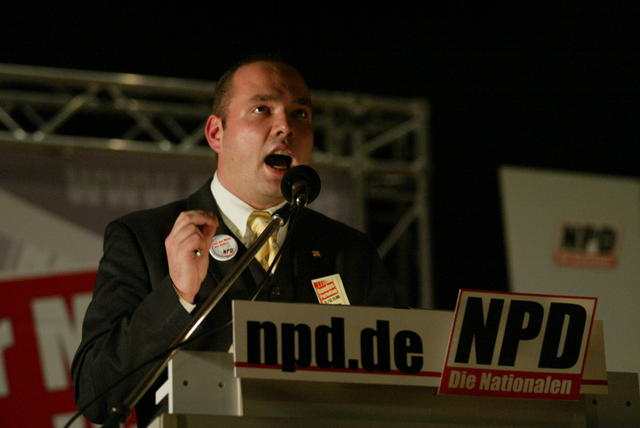
Stefan Rochow beim NPD-Bundesparteitag 2006

Stefan Rochow (* 1976 in Greifswald) ist ein deutscher Politiker (ehemals NPD). Er war von 2002 bis Oktober 2007 Bundesvorsitzender der Jungen Nationaldemokraten (JN), der Jugendorganisation der NPD, sowie Mitglied des Parteivorstandes der NPD.
Im April 2008 trat er aus der NPD aus, 2009 konvertierte er zur katholischen Kirche und begann katholische Theologie zu studieren.

## Greifswald und Gießen
Stefan Rochow war als Pädagogik-Student in Greifswald zunächst in der dortigen Neonazi-Szene aktiv. Hier war er zeitweilig Mitglied der Burschenschaft Rugia, aus der er aber später ausgeschlossen wurde. Er arbeitete eng mit der Jungen Landsmannschaft Ostpreußen (JLO) und dem Nationaldemokratischen Hochschulbund (NHB) zusammen. Von 1997 bis 2001 war er stellvertretender Bundesvorsitzender der JLO. Auch sein älterer Bruder Mathias Rochow war in der Neonazi-Szene aktiv, er war Mitglied der Pennalen Burschenschaft Theodor Fontane sowie Funktionär der NPD und Bundesvorstandsmitglied des NHB.
Nachdem Jürgen W. Gansel die hessische JN wegen seiner Beschäftigung bei der „Deutschen Stimme“ in Riesa verlassen hatte, zog Rochow nach Gießen und wurde kurz darauf am 19. Januar 2001 in Ehringshausen zum hessischen Landesvorsitzenden der Jungen Nationaldemokraten als Nachfolger von Gansel gewählt. Wie Gansel trat auch Rochow der Burschenschaft Dresdensia-Rugia zu Gießen bei, aus der er aber 2005 ausgeschlossen wurde.
Im August 2002 war Rochow maßgeblich an der Organisation der „NPD-Wahlkampftour“ zu den hessischen Landtagswahlen beteiligt. Im November 2002 wurde er auf dem Bundeskongress der JN im hessischen Kirchhain zum Bundesvorsitzenden der Jungen Nationaldemokraten gewählt. Auch in anderen rechtsextremen Vereinigungen engagierte sich Rochow. So wurde er beispielsweise auf den Internet-Seiten der Sudetendeutschen Landsmannschaft Hessen als Vertreter des Witikobundes im Vorstand der Landsmannschaft vorgestellt.

## Fraktionsassistent der NPD-Fraktion im sächsischen und Pressesprecher im Schweriner Landtag
Von 2004 bis 2006 arbeitete Rochow als Fraktionsassistent der NPD-Fraktion im sächsischen Landtag. Dabei konzentrierte er sich vornehmlich auf Jugendarbeit. Nach eigener Aussage war es sein Ziel, jungen Leuten „auch eine bewusste Kameradschaft zu vermitteln“, denn dort sei „auch das Potenzial der Zukunft. Und darum wenden wir uns auch ganz bewusst an Jungwähler.“ In diesem Zusammenhang engagierte er sich besonders für das Projekt Schulhof-CD der NPD.
Im Dezember 2006 wechselte er nach Schwerin als Pressesprecher der NPD-Fraktion in Mecklenburg-Vorpommern. Im März 2008 wurde er von Andreas Molau in dieser Funktion abgelöst.

## Anmelder und Redner bei neonazistischen Kundgebungen und Demonstrationen

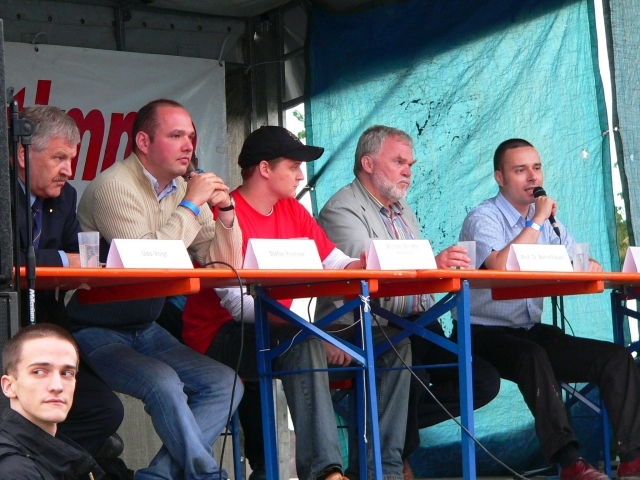
Stefan Rochow (zweiter von links) neben dem NPD-Vorsitzenden Udo Voigt als Teilnehmer bei einer Podiumsdiskussion auf dem „Pressefest der Deutschen Stimme“ am 5. August 2006 in Dresden-Pappritz

Rochow trat bundesweit bei rechtsextremen Aufmärschen und Kundgebungen auf, so z. B. auf einer Demonstration der NPD am 9. November 2002 in Weimar oder der Feier zum Jahrestag der Gründung des Deutschen Kaiserreiches durch die Junge Landsmannschaft Ostpreußen und die Burschenschaft Rugia am 18. Januar 2003 in Greifswald, am 8. November 2003 in Dresden oder am 7. Februar 2004 in Verden. Am 29. März 2003 sollte er bei der „Bundesweiten Großdemonstration des Nationalen Widerstandes“ in Hanau, die von neonazistischen Freien Kameradschaften unter dem Motto „Schluss mit der U.S.-Tyrannei“ organisiert wurde, als Redner auftreten, zog diese Zusage jedoch nach Kritik kurz davor zurück. An dem verhinderten Aufmarsch der JN am 8. Mai 2005 war er wiederum als Redner aktiv beteiligt. Er behauptete, es hätten seit „1941 Pläne zur Vernichtung des deutschen Volke“ bestanden, und bezeichnete die „Zeit nach dem 8. Mai 1945 [als] die dunkelste Zeit“ der deutschen Geschichte.

## Abkehr vom Rechtsextremismus
Im April 2008 trat Stefan Rochow aus der NPD aus, 2009 konvertierte er zur katholischen Kirche und absolviert seit 2011 ein Fernstudium der Theologie an der Katholischen Akademie Domschule Würzburg. Er ist inzwischen als freier Journalist und Autor tätig, u. a. für die rechtskatholische Zeitung Die Tagespost. Die Wende in seiner geistigen Einstellung schreibt er der Persönlichkeit von Papst Benedikt XVI. zu. Rochows Autobiographie ist im Frühjahr 2013 unter dem Titel „Gesucht  Geirrt  Gefunden“ erschienen.

## Veröffentlichungen
- „Gesucht Geirrt Gefunden. Ein NPD-Funktionär findet zu Christus.“, Gerhard Hess Verlag, Bad Schussenried 2013, ISBN 978-3-87336431-8.